# فيتالي شاخوف
فيتالي شاخوف (بالروسية: Виталий Викторович Шахов)‏ (9 يناير 1991 - ) هو لاعب كرة قدم روسي في مركز الدفاع. لعب مع توم تومسك ونادي كوبان كراسنودار وفاكل فارونيش ‏ وFC Chernomorets Novorossiysk ‏ وطوربيدو أرمافير ‏.

## وصلات خارجية
- فيتالي شاخوف على موقع قاعدة بيانات كرة القدم.إي يو (الإنجليزية)
- فيتالي شاخوف على موقع Soccerway.com (الإنجليزية)
- فيتالي شاخوف على موقع عالم كرة القدم.نت (الإنجليزية)